# Arbelos

Silueta de un arbelos

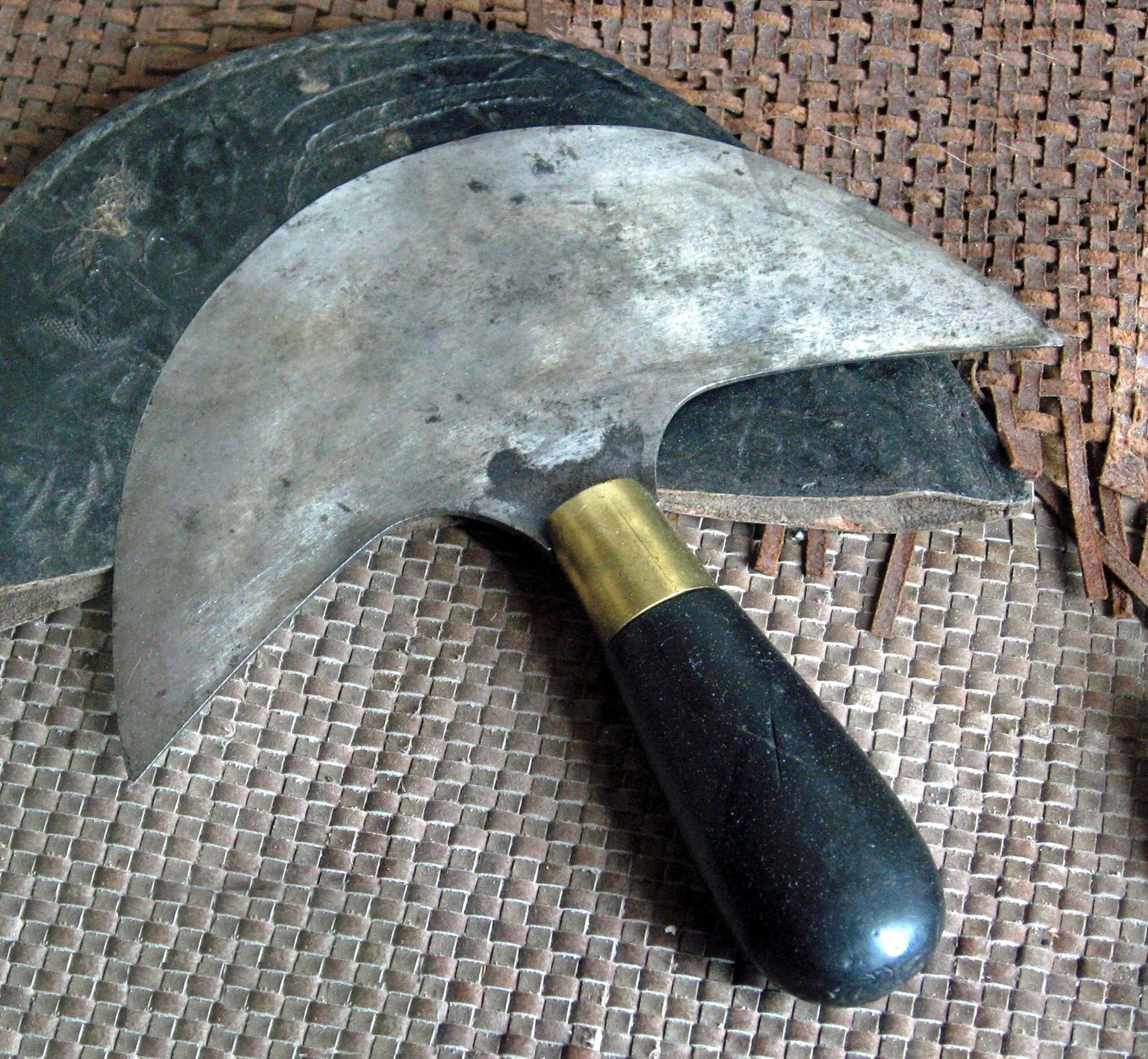
Un cuchillo de zapatero, llamado arbelos en griego

Arbelos (en griego ἄρβελος "cuchillo de zapatero") es una figura geométrica plana. Para dibujarla, se toman tres puntos A, B y C sobre la misma recta, y se construyen tres semicírculos con diámetros AB, BC y AC, ubicados en el mismo lado de la recta. A la figura limitada por estos semicírculos, se le llama arbelos.
La referencia más antigua conocida a esta figura se encuentra en el Libro de los Lemas (atribuido a Arquímedes por el geómetra árabe Thábit ibn Qurra), donde algunas de sus propiedades matemáticas se expresan como las Propuestas 4 a 8.

## Propiedades

Algunos puntos especiales en un arbelos

Dos de los semicírculos son necesariamente cóncavos, con diámetros arbitrarios a y b; y el tercer semicírculo es convexo, con diámetro a+b.

### Área
El área de un arbelos es igual al área de un círculo con diámetro {\displaystyle HA}.
Demostración: para demostrarlo, primero se completan los tres círculos, trazando los simétricos a las semicircunferencias respecto a la recta que pasa por los puntos {\displaystyle B} y {\displaystyle C}. Entonces se observa que dos veces el área del arbelos, es lo que queda cuando se restan las áreas de los dos círculos más pequeños (con diámetros {\displaystyle BA} {\displaystyle AC}) del área del círculo grande (con diámetro {\displaystyle BC}). Como el área de un círculo es proporcional al cuadrado del diámetro (Euclides de Elements, Libro XII, Proposición 2; para este caso no hace falta saber que la constante de proporcionalidad es {\displaystyle {\frac {\pi }{4}}}), el problema se reduce a demostrar que
{\displaystyle 2(AH)^{2}=(BC)^{2}-(AC)^{2}-(BA)^{2}}
La longitud {\displaystyle (BC)} es igual a la suma de las longitudes {\displaystyle (BA)} y {\displaystyle (AC)}, por lo que esta ecuación se reduce algebraicamente a la afirmación de que {\displaystyle (AH)^{2}=(BA)(AC)}. Por lo tanto, la longitud del segmento {\displaystyle AH} es la media geométrica de las longitudes de los segmentos {\displaystyle BA} y {\displaystyle AC}. Ahora (véase la figura), el triángulo {\displaystyle BHC}, que está inscrito en el semicírculo, tiene un ángulo recto en el punto {\displaystyle H} (Euclides, Libro III, Proposición 31), y en consecuencia {\displaystyle (HA)} es de hecho una "media proporcional" entre {\displaystyle (BA)} y {\displaystyle (AC)} (Euclides, Libro VI, Proposición 8, Porismo). Esta prueba se aproxima al argumento griego clásico; Harold P. Boas cita un artículo de Roger B. Nelsen que desarrolla esta idea como una demostración sin palabras.

### Rectángulo inscrito
Sean {\displaystyle D} y {\displaystyle E} los puntos donde los segmentos {\displaystyle BH} y {\displaystyle CH} se cruzan con los semicírculos {\displaystyle AB} y {\displaystyle AC}, respectivamente. El cuadrilátero {\displaystyle ADHE} es en realidad un rectángulo.
Demostración: los ángulos {\displaystyle BDA}, {\displaystyle BHC} y {\displaystyle AEC} son ángulos rectos porque están inscritos en semicírculos (por el Teorema de Tales). El cuadrilátero {\displaystyle ADHE}, por lo tanto, tiene tres ángulos rectos, por lo que es un rectángulo, como queda demostrado.

### Tangentes
La recta que pasa por {\displaystyle DE} es tangente al semicírculo {\displaystyle BA} en {\displaystyle D} y al semicírculo {\displaystyle AC} en {\displaystyle E}.
Demostración: dado que el ángulo BDA es un ángulo recto, el ángulo DBA es igual a π/2 (en radianes) menos el ángulo DAB. Sin embargo, el ángulo DAH también es igual a π/2 menos el ángulo DAB (ya que el ángulo HAB es un ángulo recto). Por lo tanto, los triángulos DBA y DAH son semejantes. Por lo tanto, el ángulo DIA es igual al ángulo DOH, donde I es el punto medio de BA y O es el punto medio de AH. Pero AOH es una línea recta, por lo que el ángulo DOH y DOA son suplementarios. Por lo tanto, la suma de los ángulos DIA y DOA es π. El ángulo IAO es un ángulo recto. La suma de los ángulos en cualquier cuadrilátero es 2π, por lo que en el cuadrilátero IDOA, el ángulo IDO debe ser un ángulo recto. Pero ADHE es un rectángulo, por lo que el punto medio O de AH (la diagonal del rectángulo) es también el punto medio de DE (la otra diagonal del rectángulo). Como I (definido como el punto medio de BA) es el centro del semicírculo BA, y el ángulo IDE es un ángulo recto, entonces DE es tangente al semicírculo BA en D. Por un razonamiento análogo, DE es tangente al semicírculo AC en E, como queda demostrado.

### Círculos de Arquímedes
La altura {\displaystyle AH} divide el arbelos en dos regiones, cada una delimitada por un semicírculo, un segmento de línea recta y un arco del semicírculo exterior. Los círculos inscritos en cada una de estas regiones, conocidos como círculos de Arquímedes de un arbelos, tienen el mismo tamaño.
|  | {\displaystyle h_{1}=d_{1}} · {\displaystyle h_{2}=2d_{2}} · {\displaystyle h_{n}=nd_{n}} |

### Teorema dePapo de Alejandría
Dado un arbelos ABC (el punto A se encuentra entre los puntos B y C) y el conjunto de círculos {\displaystyle \omega _{1}}, {\displaystyle \omega _{2}}, ..., {\displaystyle \omega _{n}} ({\displaystyle n\in N}), siendo el círculo {\displaystyle \omega _{1}} tangente a los arcos AB, BC y AC; y de forma que para todo {\displaystyle n\geq 2}, el círculo {\displaystyle \omega _{n}} es tangente a los arcos AB y BC y al círculo anterior {\displaystyle \omega _{n-1}}.
Entonces, para cualquier {\displaystyle n} natural, se comprueba que la distancia desde el centro del círculo {\displaystyle \omega _{n}} hasta la línea recta BC es igual al producto del diámetro de este círculo por su número de orden {\displaystyle n}:
{\displaystyle h_{n}=nd_{n}}.

## Véase también

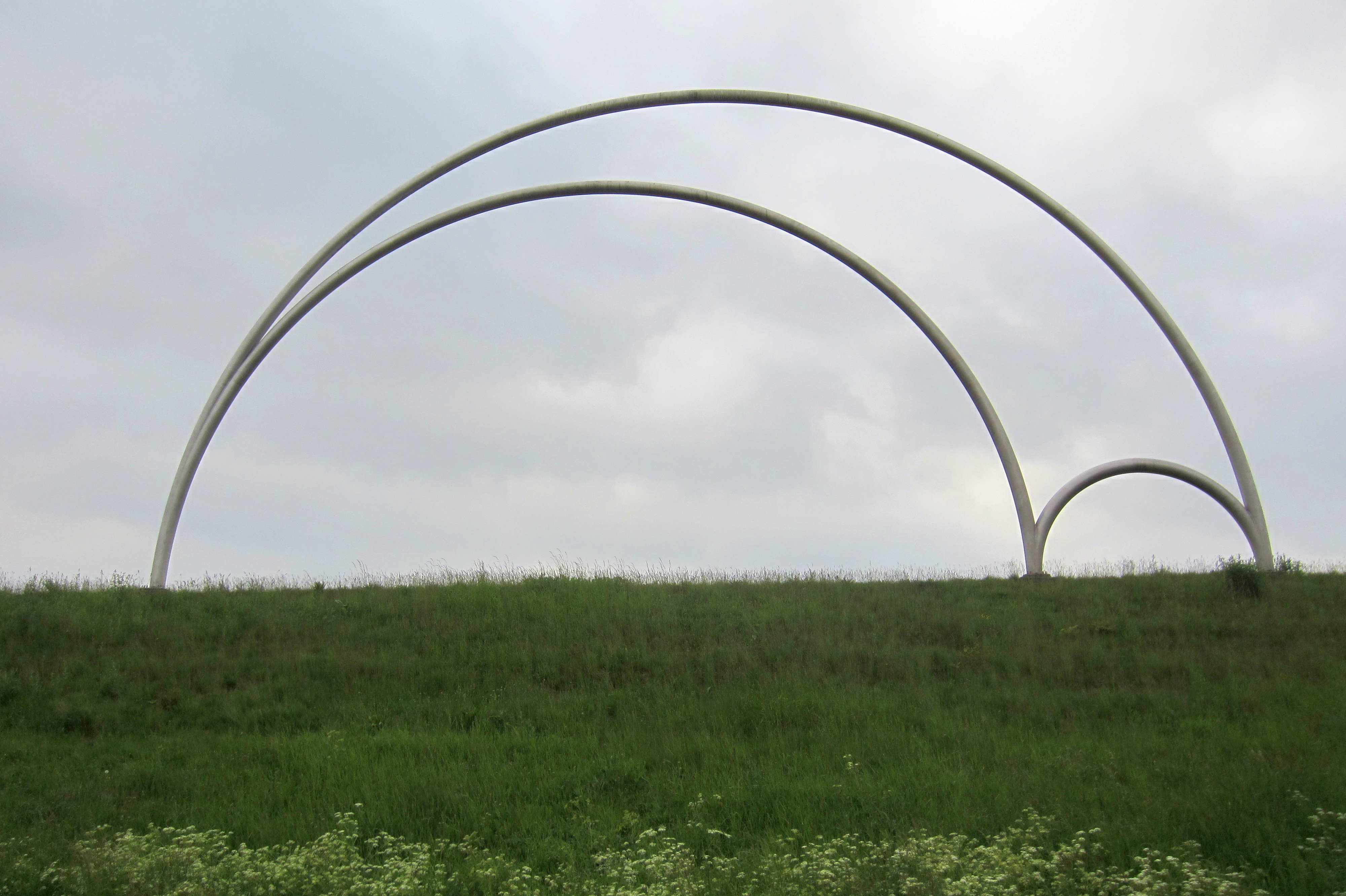
Escultura con forma de arbelos en Kaatsheuvel, Países Bajos